# Reversi Champion
Vous lisez un « article de qualité » labellisé en 2019.
Reversi Champion est une adaptation du jeu de société Othello en jeu vidéo. Jouable à un ou à deux joueurs et édité et distribué par Loriciels, il est mis sur le marché en 1984 pour les ordinateurs Oric 1, Atmos et Sega SC-3000 et en février 1986 pour la version Amstrad CPC.
Si les jeux Oric et SC-3000 proposent une ergonomie relativement basique, l'adaptation CPC se démarque par son nombre d'options disponibles et par les contrôles dont le joueur dispose pour placer un pion. Néanmoins, toutes les versions se distinguent par le nombre de niveaux proposés.
Vincent Baillet, développeur original du jeu, travaille sur ce jeu alors qu'il n'est encore que lycéen ; il en programme des versions sur calculatrices programmables ainsi que sur ZX81 ; ces versions concourent lors de différents tournois internationaux pour programmes d'Othello. Vincent Baillet en propose alors une version sur Oric 1 à Loriciels. L'éditeur attend la livraison du jeu pour SC-3000 avant de le sortir en 1984. Une version sur Rainbow 100 est également prévue mais finalement annulée. Deux ans plus tard, en 1986, Jacques Métois prend le relai et en propose sa propre adaptation sur Amstrad CPC.
La presse de l'époque trouve de nombreuses qualités aux jeux proposés. Néanmoins, si le jeu original n'apporte pas toutes les options disponibles sur CPC, cette dernière version est critiquée par certains pour l'algorithme utilisé qui ne devrait satisfaire que les joueurs débutants. D'autres réserves sont abordées, comme le peu d'originalité du jeu, mais la presse donne globalement un avis positif à Reversi Champion.

## Système de jeu

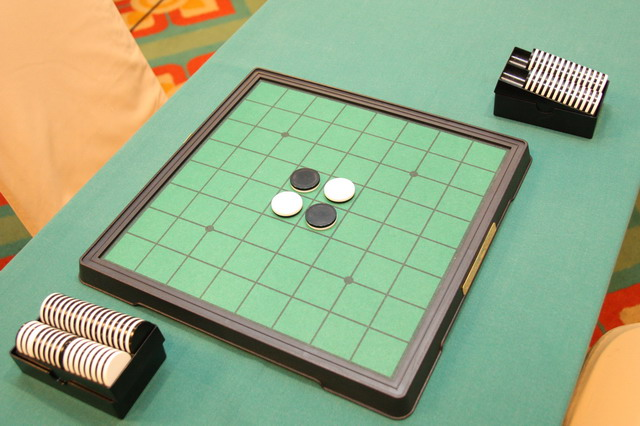
Plateau d'un jeu Othello au début d'une partie.

Reversi Champion est une adaptation du jeu de société Othello. Dans celui-ci, deux joueurs s'affrontent sur un plateau de jeu de 64 cases, l'un avec des pions blancs, l'autre avec des pions noirs. Le but du jeu est d'avoir à la fin de la partie le plus de pions de sa couleur. Pour cela, chaque joueur pose un pion de sa couleur à chaque coup. Lorsqu'un joueur arrive à avoir deux pions de sa couleur aux extrémités d'une ligne, colonne ou diagonale où figurent uniquement des pions de l'adversaire, ceux-ci sont capturés : leur couleur est changée en faveur de celui qui a accompli une telle capture,,,.
Reversi Champion peut se jouer à un joueur contre l'ordinateur ou à deux joueurs,,, ; un mode de démonstration du jeu, ordinateur contre ordinateur, est également disponible,,,.
Sur Oric 1/Atmos, le plateau de jeu occupe la grande majorité de l'écran, noir sur fond bleu clair ; à sa droite, différentes indications sont fournies : à qui est le tour de jouer, quel est le niveau de jeu et éventuellement un conseil donné par le programme. Sur Amstrad CPC, on peut y voir le plateau de jeu sur la moitié gauche,, vert sur fond violet, les pions étant de couleur orange et violette. Ces couleurs peuvent être changées par l'utilisateur à son gré. Le menu des options se situe en haut de l'écran, ; sur la droite, on trouve le niveau de jeu utilisé par l'ordinateur, la liste des derniers coups joués ainsi que le champ où entrer le prochain coup et enfin un cadre où sont évalués les différents coups possibles de l'ordinateur,.
Sur Oric, le choix de la case à jouer s'effectue au clavier en la sélectionnant parmi tous les choix disponibles affichés par l'ordinateur,. Sur CPC, le joueur déplace quant à lui un pointeur sous forme de flèche sur le plateau de jeu grâce au joystick,, ou au clavier avec les touches directionnelles, voire avec une souris AMX,. Il est également possible d'entrer au clavier les coordonnées de la case à jouer,. Par ailleurs, il est possible d'accéder à la liste des coups possibles,,.
La version Oric propose quinze niveaux de jeu en plus d'une option « Débutant » ou « Expert », le temps de réflexion de l'algorithme étant fonction du niveau demandé,. Quelques options permettent de rejouer un ou plusieurs coups en arrière,,, d'avoir un conseil du programme quant au coup à jouer,,, de changer de niveau de jeu au cours d'une partie et également d'interrompre l'algorithme permettant le choix du coup à jouer,. Quant à la version CPC, six niveaux de difficulté sont disponibles contre l'ordinateur,,,,,, le temps de calcul de l'ordinateur étant également fonction du niveau demandé. Cette version comptabilise également 4 000 ouvertures possibles de parties,,,,, et parmi les dix options disponibles, il est possible de revenir en arrière,,,,, d'échanger les pions des joueurs au cours de la partie,,, ou de modifier une partie en cours en positionnant des pions comme souhaité, ; il est également possible de sauvegarder une partie pour la reprendre plus tard,,. Lorsqu'elles sont sélectionnées, ces options ouvrent alors différentes fenêtres permettant d'effectuer les choix correspondants,,.

## Développement

### Premières versions et Tournoi international d'Othello
Au début des années 1980, Vincent Baillet, le futur programmeur des versions Oric et Sega SC-3000 de Reversi Champion, joue souvent à Othello ; il est également impressionné par le plateau de jeu interactif Reversi Challenger : celui-ci, bien que ne disposant que de peu de mémoire et d'un petit processeur, joue « extrêmement bien ». Il programme ainsi ses propres versions d'Othello sur la calculatrice programmable HP-41C, et sur un ZX81,, pour pouvoir jouer contre un ordinateur. De même, il a probablement écrit des versions pour les TI-58 et Casio FX-502, d'autres calculatrices programmables en sa possession.

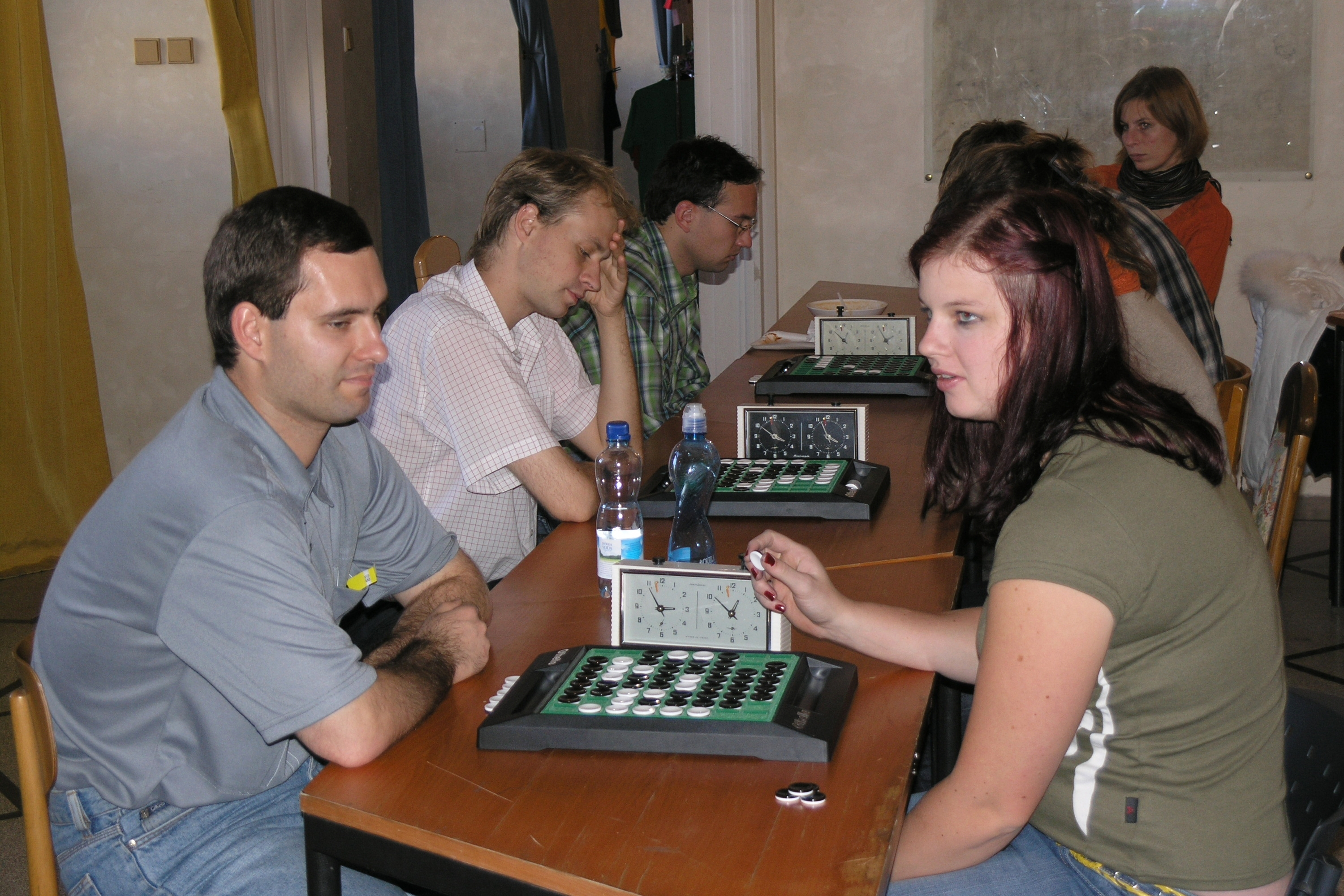
Vincent Baillet, développeur de la version Oric de Reversi Champion, a fait ses armes dans un tournoi pour programmes informatiques d'Othello (ici, des joueurs d'Othello lors du festival Deskohraní se déroulant à Prague en 2008).

À la même époque, L'Ordinateur Individuel organise chaque année au SICOB des tournois internationaux pour programmes d'Othello. Vincent Baillet y participe à plusieurs reprises, tout d'abord sur calculatrice puis sur ZX81, et s'y fait notamment remarquer en 1982, et en 1983,. Avec deux cents compétiteurs répartis en trois catégories, Vincent Baillet arrive troisième de la catégorie « programmes compilés » en 1982, sur ZX81, les deux autres catégories étant « programmes interprétés » et « ordinateurs de poche ». Cette version « était écrite entièrement en langage machine Z80 ».
Toujours lycéen, Vincent Baillet profite de l'année qui suit pour améliorer son programme : désormais, celui-ci réalise des parties contre lui-même afin de choisir les meilleures stratégies. Concrètement, l'ordinateur donne un certain poids aux variables utilisées par les pièces noires ; d'autres poids sont appliqués aux pièces blanches ; le résultat de la partie détermine la pondération à garder ; l'ordinateur recommence alors une partie en changeant les poids des variables utilisées par le perdant ; le processus est répété jusqu'à trouver un équilibre presque parfait. Indépendamment de l'algorithme utilisé, le développeur confie qu'une des principales difficultés rencontrées est le média utilisé pour la sauvegarde de son logiciel : en effet, les cassettes, en plus d'être lentes, ne sont pas fiables. En 1983, le tournoi de L'Ordinateur Individuel regroupe alors 96 compétiteurs au total dont vingt dans la catégorie « programmes compilés » où officie le programme de Vincent Baillet,. Celui-ci, encore une fois développé sur ZX81, arrive deuxième,, et s'avère être le futur Reversi Champion commercialisé un an plus tard.

### Commercialisation des versions Oric et Sega SC-3000
Vincent Baillet contacte alors Laurant Weill, producteur de Loriciels, pour sortir une version Oric 1 de son programme, ; un contrat est signé dès la première rencontre. À cette occasion, Vincent Baillet prend le contre-pied de la recherche de l'algorithme le plus performant : en effet, le logiciel étant commercialisé et s'adressant à un grand public, des niveaux plus faibles doivent être ajoutés. Pour ce faire, il pense avoir mis une part de hasard dans les réponses de l'ordinateur dans les premiers niveaux.

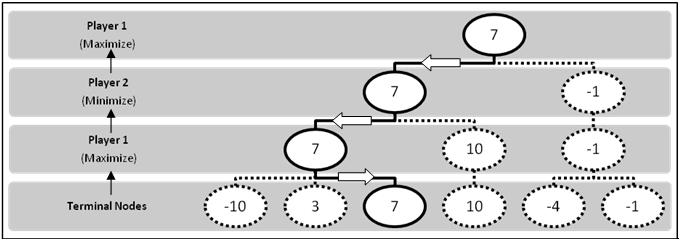
Dans l'algorithme minimax, un joueur 1 cherche à avoir la plus grande valeur et l'autre, la plus petite parmi toutes celles possibles découvertes dans le parcours de l'arbre (ligne Terminal nodes). C'est le tour du joueur 1 : le chemin fléché décrit les choix successifs des deux joueurs.

Pour développer son jeu, Vincent Baillet s'inspire de quelques travaux disponibles dans les revues L'Ordinateur individuel et Micro-Systèmes ; le livre Chess Skill in Man and Machine lui est également d'une aide précieuse. Il explique ainsi comment il fait jouer l'ordinateur : « L’algorithme utilisé dans Reversi Champion est un minimax avec élagage alpha-bêta [avec] quelques autres techniques pour accélérer la recherche. Techniquement, cela veut dire que le programme essaie tous les coups, envisage toutes les réponses de l’adversaire, essaie tous les coups en réponse au coup de l’adversaire, etc. jusqu’à une certaine profondeur de recherche ».
Vincent Baillet développe également la version SC-3000 à la suite d'une demande de Loriciels ; la version en est très proche et il indique n'avoir pas eu de grande difficulté de développement à noter sur cette adaptation, l'apprentissage de l'architecture d'un autre ordinateur étant une chose assez commune à l'époque. La version Oric 1, pourtant déjà prête, ne sort pas de suite ; Vincent Baillet pense que Loriciels a attendu que la version SC-3000 soit développée pour sortir le jeu sur ces deux supports en même temps.
Pour chaque jeu sorti, quelle que soit la version, Oric ou Sega SC-3000, Vincent Baillet se rappelle avoir touché 10 francs quand le jeu se vendait 100 francs,.

### Abandon de la version Compatible PC
Digital Equipment Corporation (DEC), un constructeur informatique, sort en 1982 le Rainbow 100, une machine hybride capable d'utiliser un terminal VT100 et les systèmes d'exploitation CP/M grâce à un processeur Z80 ainsi que CP/M-86 et MS-DOS grâce à un Intel 8088. DEC demande alors un portage de Reversi Champion sur leur machine ; le jeu est adapté par Vincent Baillet mais n'aboutit finalement à aucune sortie commerciale ; aucun revenu ne lui est fourni également.

### Adaptation pour la version Amstrad CPC
Pour l'Amstrad CPC, Loriciels ne fait plus appel à Vincent Baillet malgré ses compétences sur cet ordinateur. À la place, Jacques Métois développe sa propre version, apparemment sans s'appuyer sur celles de son prédecesseur. Cette adaptation paraît deux ans plus tard, en 1986.

## Accueil

### Ventes
Selon Vincent Baillet, développeur du jeu sur Oric et Sega SC-3000, le jeu s'est vendu à un millier d'exemplaires pour chacune de ces versions.

### Critiques
La presse de l'époque évoque de nombreuses qualités pour ce jeu. Ainsi la facilité d'utilisation de la version Oric de Reversi Champion est-elle vantée par les rédacteurs de Théoric et de Jeux et Stratégie ; celle-ci est également mise en avant sur CPC pour l'ergonomie du joystick, utilisable comme une souris, détail souligné par CPC et Hebdogiciel. Par ailleurs, la présentation de la version Oric est qualifiée d'agréable et de « soignée » par Théoric et de « très bon[ne] » par Jeux et Stratégie. Celle de la version CPC ainsi que la technique associée du fenêtrage des options sont également mises en avant par Yannick Bourrée, rédacteur chez Amstar, et par Hebdogiciel. CPC apprécie également le nombre des options disponibles ainsi qu'un manuel clair et agréable à lire ; le manuel de la version Oric est également un des points positifs pour Jeux et Stratégie. Frédéric Nardeau, rédacteur d'Amstrad Magazine, évoque également le chargement rapide du logiciel sur cassette CPC. Théoric conclut son article en donnant un avis très positif sur l'adaptation Oric du jeu de société. De même, Michel Brassinne, assistant rédacteur en chef de Jeux et Stratégie, trouve ce programme « excellent », n'hésitant pas à lui attribuer une note spécifique d'accessibilité ainsi qu'une note globale de 5/5 dans le trentième numéro de ce magazine. Le même, accompagné d'Emmanuel Lazard, champion de France d'Othello en 1985, 2009 et 2016, modère son propos cinq numéros plus tard, ne le notant plus que trois étoiles sur cinq ; le logiciel arrive quand même deuxième sur huit d'un classement de programmes d'Othello. Concernant la version CPC, pour Yves Huitric, rédacteur de Micro V.O., les nombreuses ouvertures utilisables par l'intelligence artificielle ainsi que les six niveaux disponibles sont les principales qualités du jeu. Par ailleurs, les rédacteurs de Tilt le trouvent « intéressant » et « bien conçu », lui attribuant une note de cinq étoiles sur six,. Pour sa part, Hebdogiciel l'élit « Logiciel de la semaine » et conclut en le déclarant meilleur jeu d'Othello, rejoint en ce sens par Frédéric Nardeau qui lui donne également une note globale de cinq étoiles sur cinq, cette note valant également pour les critères spécifiques de l'intérêt et de la difficulté.
Yannick Bourrée et Hebdogiciel apprécient l'algorithme utilisé sur la version CPC, mettant en difficulté un joueur amateur dès les premiers niveaux,. Tilt juge cette version d'un assez bon niveau également et le trouve bien pensé pour un public néophyte. Bruno de la Boisserie, ancien secrétaire de la Fédération Française d'Othello, ayant testé de nombreuses adaptations d'Othello, estime quant à lui que Reversi Champion est parfaitement conforme aux règles originales et que le logiciel a un niveau moyen à fort, selon le niveau de difficulté sélectionné par le joueur et ce, quelle que soit la version du jeu. Michel Brassinne indique également dans son test que cette fédération approuve l'utilisation de ce jeu lors de sa sortie sur Oric. À l'inverse, Emmanuel Lazard trouve deux défauts rédhibitoires à l'algorithme utilisé par la version CPC : premièrement, le joueur désirant avoir le plus de choix possibles cherche à contrôler soit les cases centrales aux pions soit celles du bord du plateau ; mener de front les deux est une mauvaise tactique face à des joueurs expérimentés ; selon Emmanuel Lazard, c'est ce que réalise malheureusement cet algorithme ; deuxièmement, la recherche exhaustive des prochains coups lui semble arriver trop tard pour rattraper les précédents. En conclusion, bien que la trouvant « agréable » à l'utilisation, il trouve cette adaptation « nettement moins bon[ne] » que la version Oric, ne permettant pas à un joueur débutant de progresser. Il est rejoint en cela par Vincent Baillet, développeur du jeu original, qui trouve la version CPC d'un niveau « faible ».
Comme autres réserves, Michel Brassinne évoque le peu d'originalité du logiciel, notée 2/5 pour la version Oric. Son confrère Emmanuel Lazard pense de même de la version CPC et ne lui attribue aucune étoile sur ce point particulier. Michel Brassinne doute également des conseils donnés par la version Oric : ceux-ci ne lui permettent à aucun moment de gagner si l'utilisation en est systématique. Vincent Baillet explique ce comportement : le conseil donné est basé sur une recherche en profondeur de niveau juste inférieur à celle qu'utilise le programme pour jouer ; ainsi, bien qu'assez performante pour un joueur novice qui ne verrait pas une telle solution, la recherche du meilleur coup à jouer est toujours favorable à l'ordinateur, d'où la perte de la partie pour quelqu'un qui ne suivrait que ces conseils. Les rédacteurs de Tilt rejoignent Michel Brassinne sur la version CPC : si l'ordinateur montre bien au joueur où placer son pion par défaut, celui-ci n'a pas intérêt à suivre aveuglément cet avis à chaque fois sous peine de perdre la partie à coup sûr,. Par ailleurs, s'ils trouvent le logiciel globalement « rapide », ils regrettent que les temps de réflexion s'allongent indéfiniment lors des plus hauts niveaux de jeu,. Toujours sur cette même version CPC, Frédéric Nardeau cite également le manque de confirmation lors du choix de l'option « Nouveau » : le jeu en cours est alors quitté sans possibilité de confirmation. Enfin, Hebdogiciel déplore un graphisme plutôt pauvre ; Tilt reste plutôt neutre en ce domaine en le désignant comme « correspond[ant] à ce qui se fait pour ce type de jeu », lui attribuant une note de quatre étoiles sur six ; à l'inverse, il est  jugé « clair et agréable » par le rédacteur d'Amstrad Magazine, lui donnant une note de quatre étoiles sur cinq.

## Postérité
En 1997, l'auteur de la version CPC de Reversi Champion, Jacques Métois, s'en inspire pour développer Othello Windows pour Microsoft Windows 16 bits et 32 bits.